# Lippajärvi (lac)
Ne doit pas être confondu avec Lippajärvi.
Lippajärvi est un lac situé dans le district Suur-Leppävaara d'Espoo en Finlande,.

## Géographie
Sur son côté nord-ouest se trouve le quartier de Lippajärvi, sur son côté sud-est celui de Viherlaakso. L'extrémité ouest du lac s'étend également un peu à Kauniainen.
Le lac s'écoule de son coin nord-ouest dans le lac Pitkäjärvi et puis par l'Espoonjoki jusqu'à la baie Espoonlahti. 
À son extrémité sud, le lac Lippajärvi est alimenté par un fossé venant du lac Gallträsk de la ville de Kauniainen.
Des plages de baignade publiques sont sur les rives sud et nord du lac.
Du côté de Viherlaakso, sur la rive sud, on trouve la plage de Lippajärvi, et dans le quartier résidentiel de Lippajärvi, sur la rive nord, la plage de Vilniemi.
Le lac Lippajärvi est entièrement protégé en vertu de la loi sur la conservation de la nature. 
Il y a une chênaie protégée sur son côté nord avec des sentiers forestiers.